# Річард Стентон
Річард Стентон (англ. Richard Stanton; 8 жовтня 1876, Айова — 22 травня 1956, Лос-Анджелес, США) — американський актор і режисер епохи німого кіно. Загалом у період з 1911 по 1916 рік знявся в 68 кінофільмах та як режисер зняв 57 фільмів у 1914—1925 роках.
Річард Стентон народився в штаті Айова. Із юності Річард захоплювався музикою та боксом. Завдяки талантам спортсмена і музиканта, а також привабливій зовнішності, актор був популярним виконавцем ролей у фільмах першої чверті XX століття. Помер у Лос-Анджелісі, Каліфорнія.

## Вибрана фільмографія
- In the Secret Service (1913)
- The Wasp (1915)
- The Winged Messenger (1915)
- Graft (1915)
- Fool's Gold (1916)
- The Pinnacle (1916)
- Американська дорога (1917)
- Rough and Ready (1918)
- Чекерс (1919)
- Пливіть або потонемо (1920)
- Bride 13 (1920)